# یواس‌اس دنتودا (اس‌اس-۳۳۵)
یواس‌اس دنتودا (اس‌اس-۳۳۵) (به انگلیسی: USS Dentuda (SS-335)) یک زیردریایی بود که طول آن ۳۱۱ فوت ۹ اینچ (۹۵٫۰۲ متر) بود. این زیردریایی در سال ۱۹۴۴ ساخته شد.